# 南卡舒埃拉
30°02′21″S 52°53′38″W / 30.03917°S 52.89389°W
南卡舒埃拉（葡萄牙語：Cachoeira do Sul）是巴西南大河州的一個城市。它的緯度是30º02'21" S，經度則為52º53'38" W，海拔高度約為68公尺。其人口約為89120人（2004年資料），面積為3715.5平方公里。